# واواتوسا (ویسکانسین)
واواتوسا، ویسکانسین  (به انگلیسی: Wauwatosa) شهری در شهرستان میلواکی ایالت ویسکانسین است که در سال ۱۸۹۷ بنیان‌گذاری شده‌است. این شهر طبق سرشماری سال ۲۰۱۰ میلادی ۴۶٬۳۹۶ نفر جمعیت داشته‌است.